# دينيس رو
دينيس رو (بالفرنسية: Denis Roux)‏ ولد بتاريخ 5 نوفمبر 1961 في مونتروي، هو دراج فرنسي سابق في صنف سباق الدراجات على الطريق.

## روابط خارجية
- دينيس رو على موقع أرشيف الدراجات (الإنجليزية)
- دينيس رو على موقع إحصائيات الدراجات الإحترافية (الإنجليزية)